# Jurist

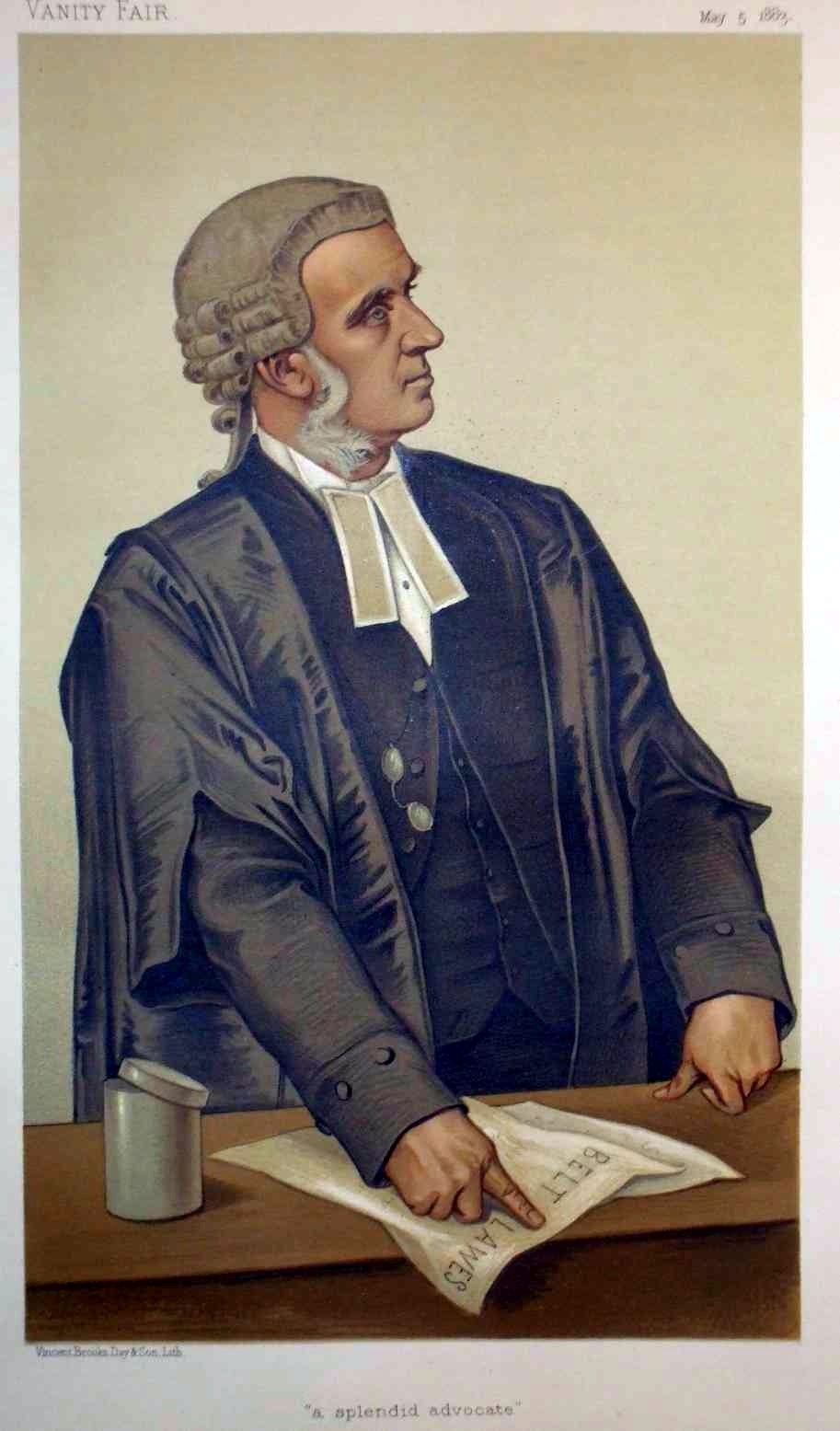
Jurist i arbete. Barrister Charles Russell argumenterar inför domstol, iförd peruk och dräkt brukad i brittiska domstolar.

En jurist, i vanlig mening någon som avlagt juristexamen (Jur.kand/LL.M.), är utbildad för att kunna analysera och lösa juridiska problem samt tolka lagar och andra författningar, lagförslag, lagförarbeten, rättsavgöranden och avtal. En jurist kan till exempel arbeta i domstol, på advokat- eller juristbyrå, i kommunal eller statlig förvaltning, i internationella organisationer, intresseorganisationer, politiska partier, banker, försäkringsbolag eller industri-/tjänsteföretag.
För de flesta jurister ingår i arbetet att samla, läsa in och bearbeta juridiskt material såsom lagtexter, förordningar, avtal och praktiska tillämpningar för att finna de rättsregler och den praxis som är tillämplig på det problem som ska lösas. Jurister kan även arbeta med regelutveckling och att utforma förslag på ny eller förändrad lagstiftning, exempelvis vid expertmyndigheter eller departement. Ofta presenterar juristen lösningen skriftligt och redovisar vad man kommit fram till vid en föredragning eller förhandling.
Att förhandla och företräda någon är ett viktigt inslag i juristers arbete. Bolagsjuristen företräder sitt företag när avtal och kontrakt ska tecknas med kunder eller andra företag. En jurist som arbetar i domstol företräder sin klient i olika mål.

## Juristyrket i olika länder

### Storbritannien

#### England och Wales
England, liksom vissa samväldesländer, som är del av common  Law-rättssystemet, har en något annorlunda uppdelning av jurist/advokat yrket än det kontinentala rättssystemen; en barrister företräder inför domstol, och en solicitor som bistår klienten utanför domstol, även om denna rollfördelning har luckrats upp och andra juristroller tillkommit, exempelvis chartered legal executive.

### Sverige
I Sverige kan juristexamen erhållas vid Göteborgs, Karlstads, Lunds, Stockholms, Umeå, Uppsala och Örebro universitet.

#### Juristyrken
Svenska juristyrken som formellt kräver juristexamen eller en Jur. kand-examen är:

- Advokat[2]
- Advokatfiskal
- Auditör
- Beredningsjurist
- Dispaschör[3]
- Domare (lagfaren)
- Fiskal
- Generaladvokat
- Hovauditör
- Hovrättspresident
- Hyresråd
- Justitiekansler[4]
- Justitiesekreterare
- Kammarrättspresident
- Kronofogde
- Lagman
- Lagrådsledamot
- Notarie
- Notarius Publicus[5]
- Offentlig försvarare
- Patenträttsråd
- Riksåklagare
- Åklagare

I juristyrken som inte omfattas av de tidigare nämnda yrkena krävs formellt sett ingen juristexamen då jurist inte är en skyddad titel, men det hör till ovanligheterna att en jurist inte också har en juristexamen.

#### Advokat
En jurist kan även vara advokat, alla advokater är i grunden jurister, men inte alla jurister är, eller blir, advokater. För att bli advokat krävs, i Sverige, bland annat, yrkeslivserfarenhet och att juristen arbetar fristående, det vill säga på en fristående jurist,- eller advokatbyrå. Av denna anledning kan svenska bolagsjurister inte bli advokater, till skillnad från exempelvis i Danmark, där en bolagsjurist kan upptas i det danska Advokatsamfundet som virksomhedsadvokat (företagsadvokat).

### USA
I USA följs juristexamen vanligen av ett särskilt prov (bar exam), som leder till yrkeslicens och tillstånd att få utöva yrket som (Lawyer) eller (Attorney-at-Law) vid de domstolar inom jurisdiktionen för den delstat i vilket provet avlagts. Den som har yrkeslicens som jurist i en delstat kan därefter ansöka om tillstånd att verka vid federal domstol. Jurister som avlagt godkänt prov kan lägga sig till med titeln esquire, förkortat Esq., som indikerar att de är godkända att utöva juristyrket.
Utan en godkänd bar exam är det inte tillåtet att erbjuda juridiska tjänster, såsom rättsligt ombud i delstatlig eller federal domstol eller att erbjuda rättslig rådgivning till privatpersoner. Vanligtvis gäller detta godkännande endast inom den delstat där examen är avlagd, även om vissa delstater automatiskt godkänner vissa andra delstaters jurister för arbete och det krävs en inbjudan från en inom delstaten yrkeslicensierad jurist, som kan gå i god för yrkesskickligheten, för att en utomdelstatlig jurist ska kunna delta i, exempelvis, en rättegång.